# Socjologia czasu wolnego

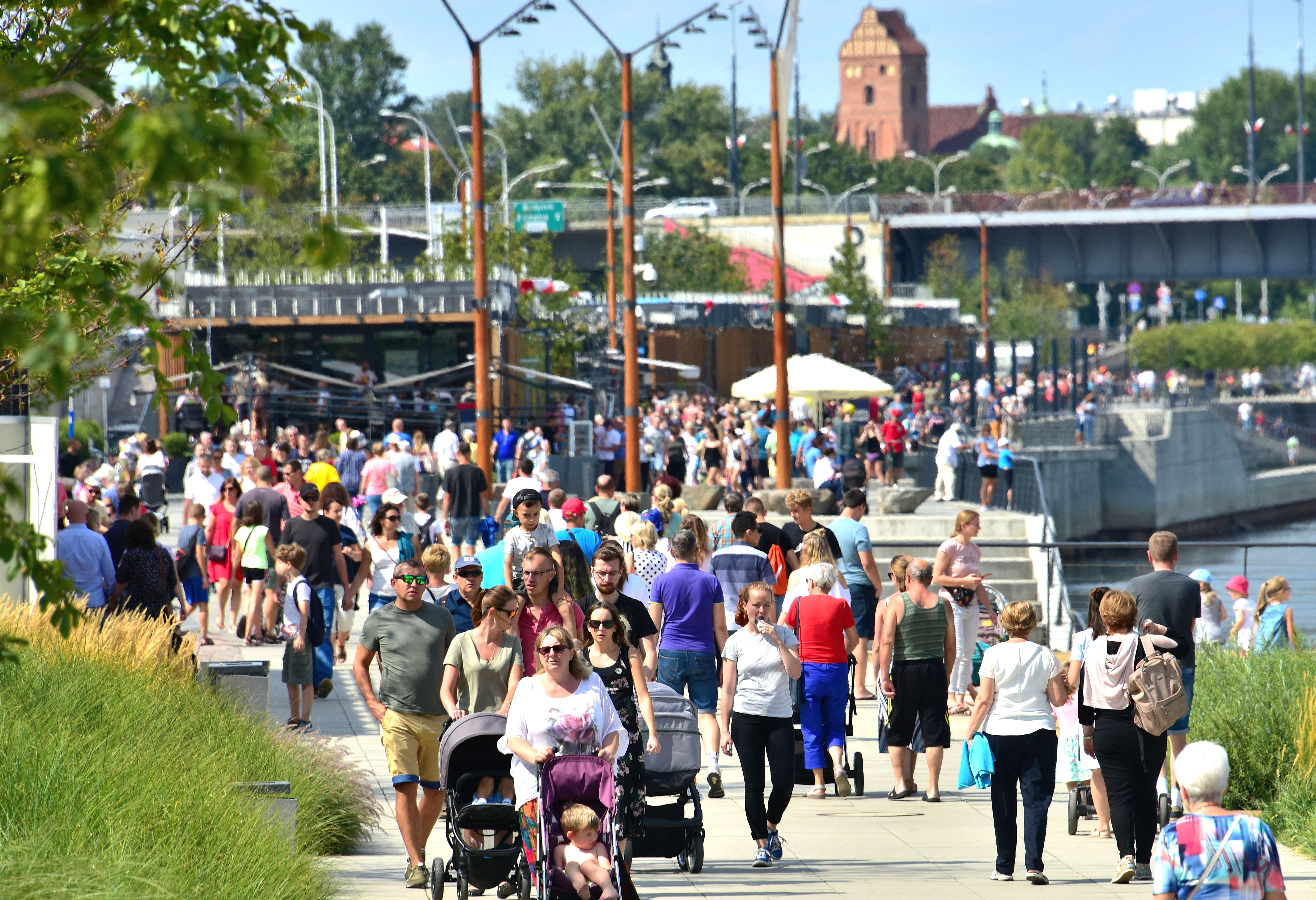
Mieszkańcy Warszawy i turyści spędzający czas wolny na bulwarach wiślanych

Jasne zdefiniowanie pracy i czasu wolnego nie zawsze jest możliwe. O ile granie w gry jest typowym przykładem wypoczynku, może nim być także ciężka i wyczerpująca fizycznie praca nad remontowaniem starych samochodów – dla przyjemności. (Un patron, obraz Jean-Eugène Bulanda)

Socjologia czasu wolnego – subdyscyplina socjologii, zajmująca się badaniem zachowań ludzkich w czasie wolnym. Zachowania te obejmują szerokie spektrum aktywności takich, jak uprawianie sportu, turystyka, granie czy muzykowanie. Jednym z głównych problemów badań socjologicznych nad zachowaniami ludzi w czasie wolnym jest zdefiniowanie czasu wolnego.
Socjologia czasu wolnego wskazuje, że sposób, w jaki ludzie spędzają czas wolny zależy w przewidywalny sposób od ich zasobów finansowych, natomiast tylko w niewielkim stopniu od takich zmiennych socjoekonomicznych jak ich klasa społeczna, wykonywany zawód czy wykształcenie. Model spędzania wolnego czasu silniej zależy od tradycji rodzinnych i środowiskowych oraz wieku.
Obecnie badania nad czasem wolnym coraz częściej opierają się nie tylko na danych z ankiet (często z ostatnich kilku dekad), lecz także na wywiadach swobodnych.

## Historia
Socjologia czasu wolnego (ang. sociology of leisure) jest stosunkowo nową dyscypliną w badaniach socjologicznych, szczególnie w porównaniu z takimi subdyscyplinami jak socjologia pracy, socjologia rodziny czy edukacji. Choć jej początków można się dopatrywać w pracy Thorsteina Veblena „Teoria klasy próżniaczej” z 1925, do drugiej połowy XX wieku powstało niewiele prac naukowych opisujących zachowania ludzi w czasie wolnym od pracy. 
Początkowo badania te nie były traktowane zbyt poważnie, gdyż nie uważano ich za równie istotne co np. badania nad zachowaniami w pracy. Z czasem przekonanie to zostało uznane za błędne a badania nad socjologią czasu wolnego uznano za komplementarne dla zrozumienia zależności między pracą a rozrywką. Badania na temat socjologii czasu wolnego rozkwitły w drugiej połowie XX wieku. W 1970 powstał komitet badawczy socjologii czasu wolnego przy Międzynarodowym Stowarzyszeniu Socjologicznym. W ostatnich dekadach badacze zajmujący się tą dyscypliną socjologii coraz częściej zajmują się innymi aspektami czasu wolnego, na przykład zależnością między spędzaniem wolnego czasu a kulturą.